# 阿斯佩塔克 (康乃狄克州)
阿斯佩塔克（英語：Aspetuck）是位於美國康乃狄克州費爾菲爾德縣的一個村落。

## 地理
阿斯佩塔克的座標為41°13′24″N 73°19′24″W / 41.22333°N 73.32333°W，而該地的平均海拔高度為29米（即95英尺）。